# Neuchâtel-Urtière
Pour les articles homonymes, voir Neuchâtel (homonymie).

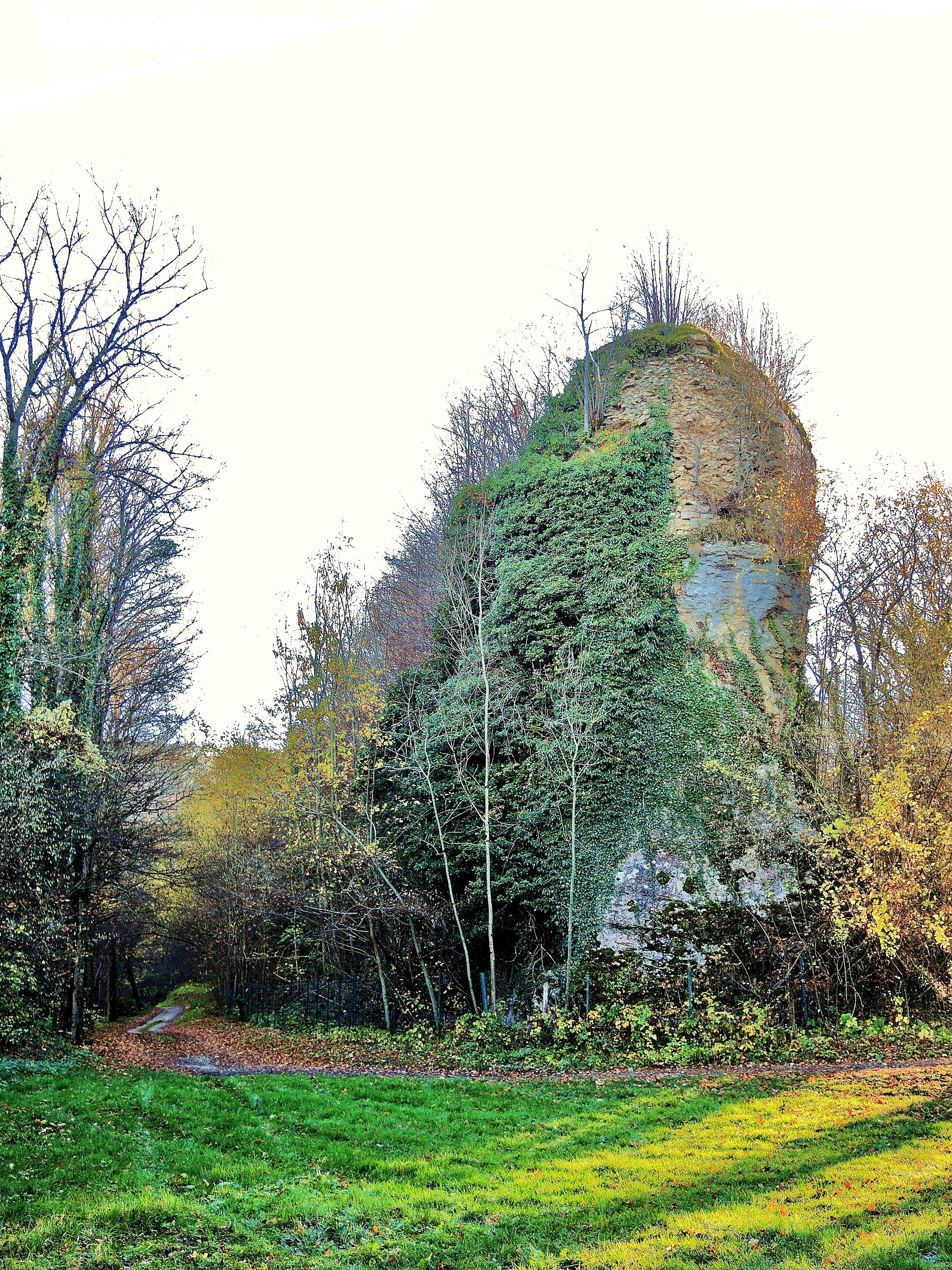
Éperon rocheux surmonté des ruines de la tour Nord du château de Neuchâtel-Urtière.

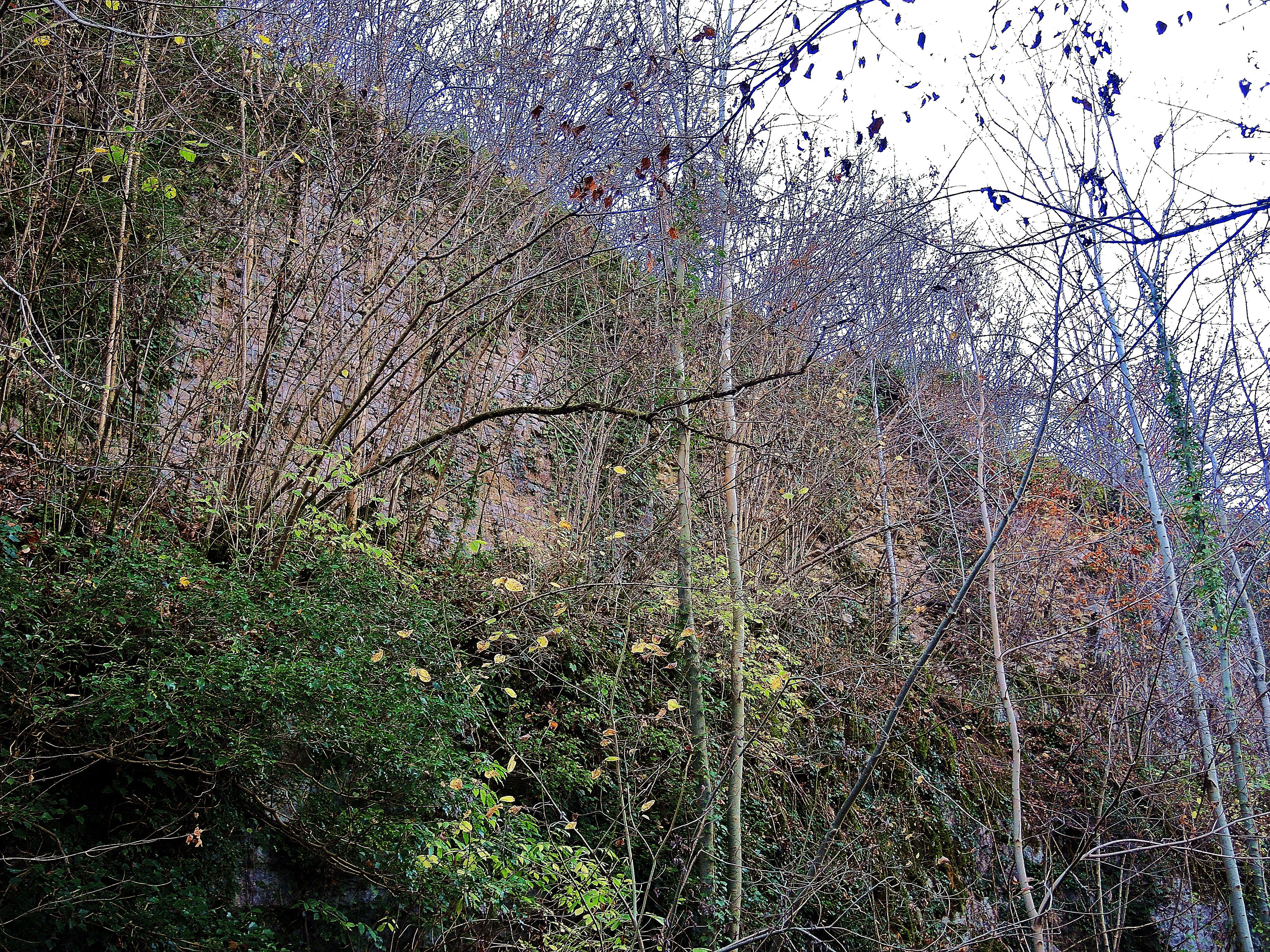
Muraille nord-est de l'ancien château de Neuchâtel-Urtière.

Neuchâtel-Urtière est une commune française située dans le département du Doubs, la région culturelle et historique de Franche-Comté et la région administrative Bourgogne-Franche-Comté.

## Géographie

### Communes limitrophes
Neuchâtel-Urtière est situé dans une impasse : en voiture, on ne peut y accéder que par une route adjacente à la route D 73. En modes doux, on peut y accéder par la route VC 3 arrivant à Vermondans, réservée aux vélos, piétons et riverains.
Le village est traversé par un petit ruisseau qui rejoint la Ranceuse, ruisseau affluent du Doubs.

### Toponymie
Le nom est attesté sous les formes latinisées Valo de Novo Castro en 1136, de Novo Castello en 1148 dans des documents rédigés en latin médiéval, puis en langue romane : Nef Castel en 1255, Nuz Chestel en 1260, Nuef Chestel en 1280, Neufchastel-les-Orcières en 1614,. En 1237, il est fait mention de Novum castrum et Novum castellum dans une charte rédigée en latin de l'empereur Frédéric II. Devient Neuchâtel-Urtière en 1961.
Formation romane semblable aux différents Neuchâtel et Neufchâtel, dans le second cas, la graphie avec F marque un retour à l'étymologie, mais ne correspond(ait) plus à la prononciation locale, tous se prononçaient « Neuchâtel » (neucâtel en zone normanno-picarde). L'adjectif antéposé est le signe d'une influence syntaxique du germanique. Aussi ne rencontre-t-on ces formes qu'au nord du domaine d'oïl, plus au sud, seul prévaut le type châteauneuf.
On peut traduire par « nouveau village fortifié », « nouveau château » ou « château neuf ».

### Climat
Pour des articles plus généraux, voir Climat de la Bourgogne-Franche-Comté et Climat du Doubs.
En 2010, le climat de la commune est de type climat de montagne, selon une étude du Centre national de la recherche scientifique s'appuyant sur une série de données couvrant la période 1971-2000. En 2020, Météo-France publie une typologie des climats de la France métropolitaine dans laquelle la commune est dans une zone de transition entre le climat semi-continental et le climat de montagne et est dans la région climatique Jura, caractérisée par une forte pluviométrie en toutes saisons (1 000 à 1 500 mm/an), des hivers rigoureux et un ensoleillement médiocre.
Pour la période 1971-2000, la température annuelle moyenne est de 9,3 °C, avec une amplitude thermique annuelle de 16,9 °C. Le cumul annuel moyen de précipitations est de 1 472 mm, avec 12,9 jours de précipitations en janvier et 11,6 jours en juillet. Pour la période 1991-2020, la température moyenne annuelle observée sur la station météorologique de Météo-France la plus proche, « Medière », sur la commune de Médière à 13 km à vol d'oiseau, est de 11,5 °C et le cumul annuel moyen de précipitations est de 1 105,2 mm. 
La température maximale relevée sur cette station est de 40,2 °C, atteinte le 24 juillet 2019 ; la température minimale est de −17 °C, atteinte le 5 février 2012,,.
Les paramètres climatiques de la commune ont été estimés pour le milieu du siècle (2041-2070) selon différents scénarios d'émission de gaz à effet de serre à partir des nouvelles projections climatiques de référence DRIAS-2020. Ils sont consultables sur un site dédié publié par Météo-France en novembre 2022.

## Urbanisme

### Typologie
Au 1er janvier 2024, Neuchâtel-Urtière est catégorisée commune rurale à habitat dispersé, selon la nouvelle grille communale de densité à 7 niveaux définie par l'Insee en 2022.
Elle est située hors unité urbaine. Par ailleurs la commune fait partie de l'aire d'attraction de Montbéliard, dont elle est une commune de la couronne,. Cette aire, qui regroupe 137 communes, est catégorisée dans les aires de 50 000 à moins de 200 000 habitants,.

### Occupation des sols
L'occupation des sols de la commune, telle qu'elle ressort de la base de données européenne d’occupation biophysique des sols Corine Land Cover (CLC), est marquée par l'importance des forêts et milieux semi-naturels (82,4 % en 2018), une proportion identique à celle de 1990 (82,4 %). La répartition détaillée en 2018 est la suivante :
forêts (82,4 %), prairies (17,6 %). L'évolution de l’occupation des sols de la commune et de ses infrastructures peut être observée sur les différentes représentations cartographiques du territoire : la carte de Cassini (XVIIIe siècle), la carte d'état-major (1820-1866) et les cartes ou photos aériennes de l'IGN pour la période actuelle (1950 à aujourd'hui).

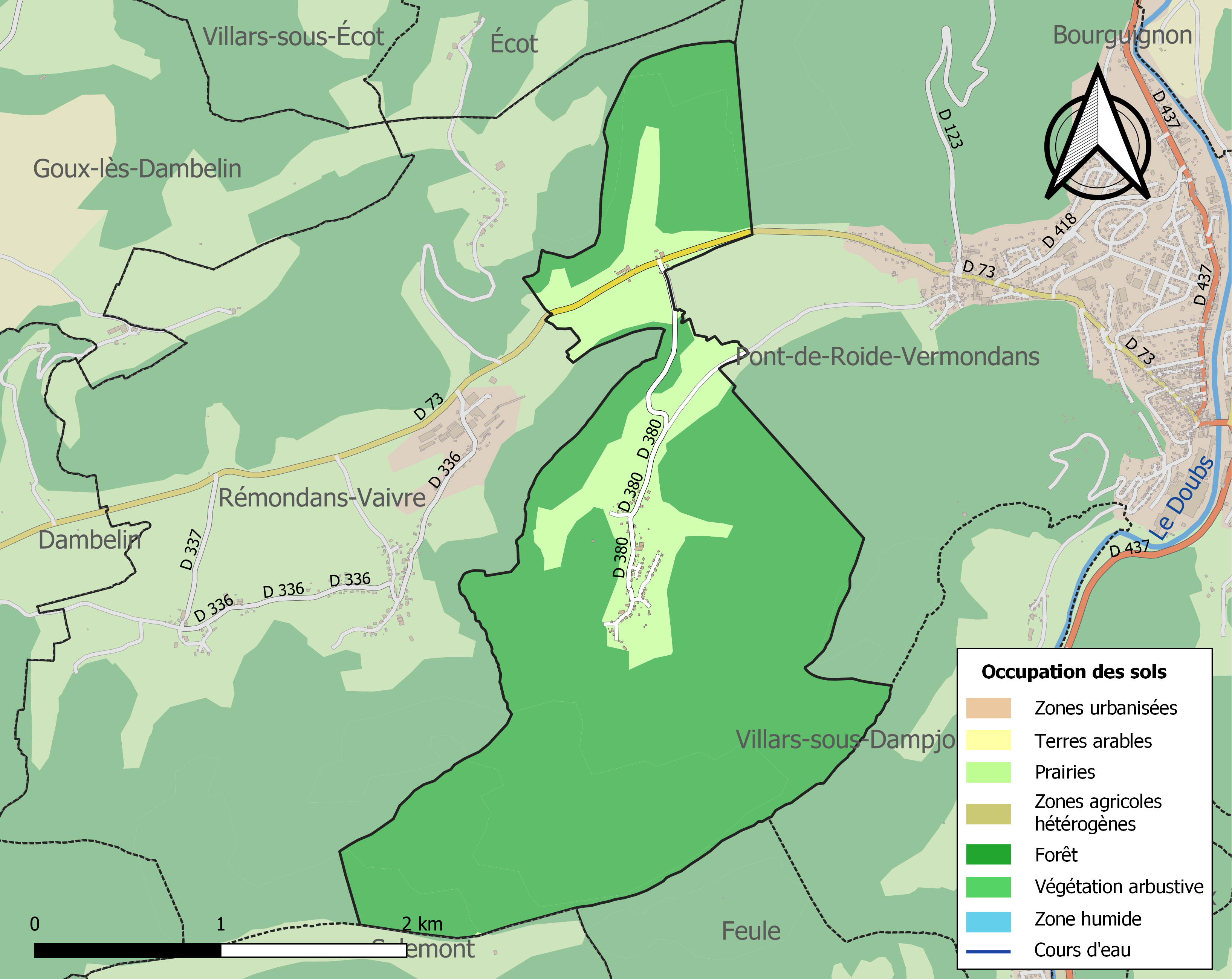
Carte des infrastructures et de l'occupation des sols de la commune en 2018 (CLC).

## Histoire
Il semble que ce soit Amédée de Montfaucon, petit-fils de Richard Ier de Montfaucon, qui bâtit le château vers 1139,, avec le concours de son frère Hugues, dit « de Charmoille », (Amédée pris le nom de Neuchâtel et fut la souche des grands sires de Neuchâtel-Bourgogne)  afin de protéger les villages de La Fermetey qui formèrent les premières possessions de la seigneurie de Neuchâtel-Bourgogne. Peut-être qu'il lui a donné ce nom en guise d'hommage envers sa mère qui descendait de la maison de Neuchâtel outre-Joux ou pour signifier sa construction récente.

### Description du château

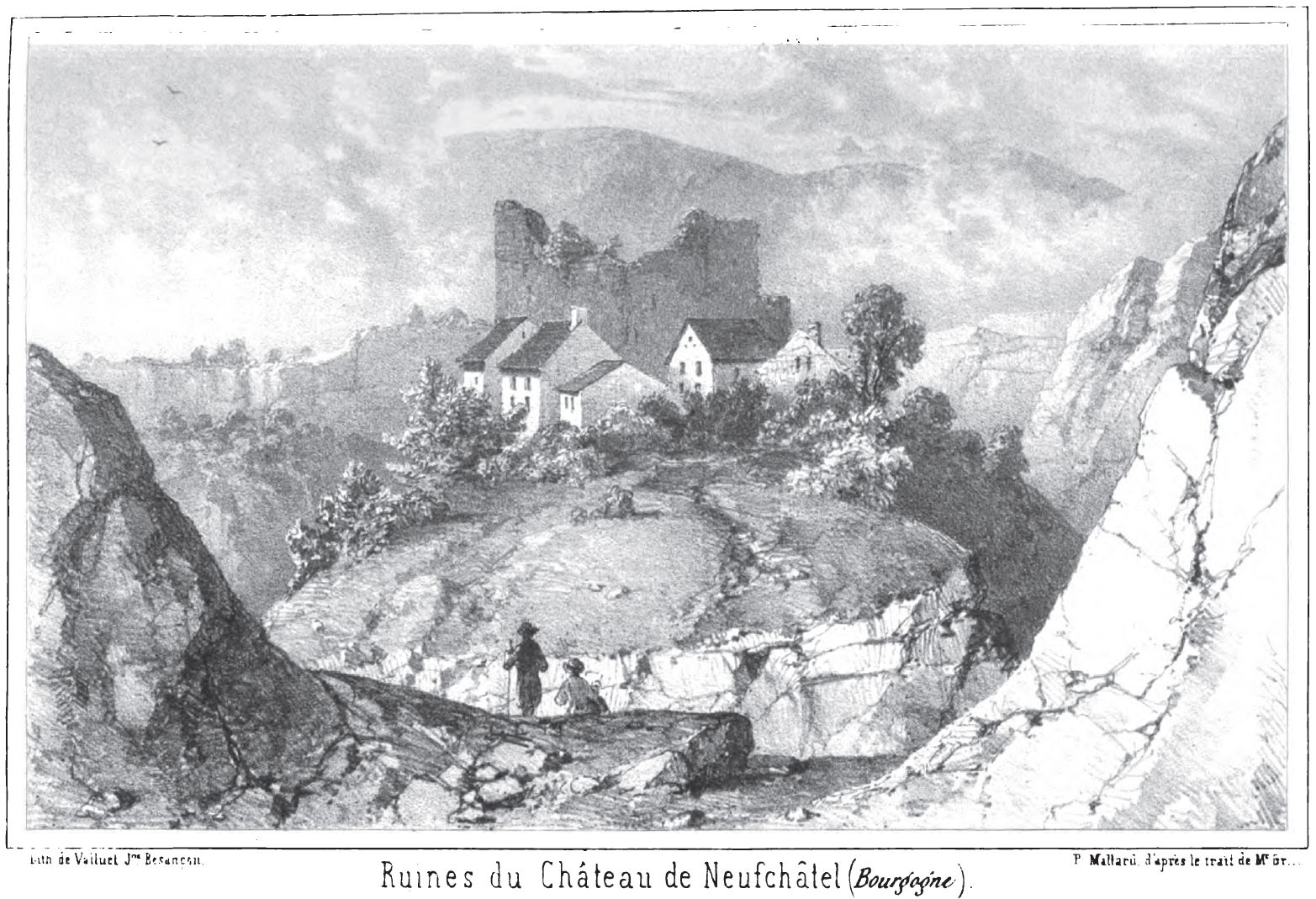
Gravure des ruines du château.

Une haute tour occupait la partie septentrionale, à l'opposé il y avait deux édifices carrés côte à côte qui étaient le manoir féodal. Sur le côté oriental se trouvait la prison, creusée dans le roc. Un mur crénelé ceinturait l'ensemble. le château occupait une surface de quarante mètres sur vingt-cinq, il sera démantelé sur les ordres de Louis XIV en 1675, les matériaux seront utilisés pour la réfection du pont de Pont-de-Roide-Vermondans et la construction d'une écluse et des forges à Bourguignon (Doubs). Au pied de l'édifice se trouvait le village composé de quelques maisons groupées. les murailles qui protégeaient le bourg étaient percées de deux portes et flanquées de six tours. Sous les habitations avaient été creusés de vastes caves et des souterrains qui conduisaient jusqu'au donjon. Sur la colline proche au bout d'un chemin partant des portes de Neuchâtel et donnant sur la vallée de Dambelin, il avait été construit une maison de plaisance appelée château de la Bombance, qui a été détruite dans le courant du XVe siècle. Un second chemin menait au hameau des Orcières situé au fond du vallon. Ce hameau portait à l'origine le nom d'Hortières ou Orcières, qui donna Urtière et qui était aussi ancien que Neuchâtel.

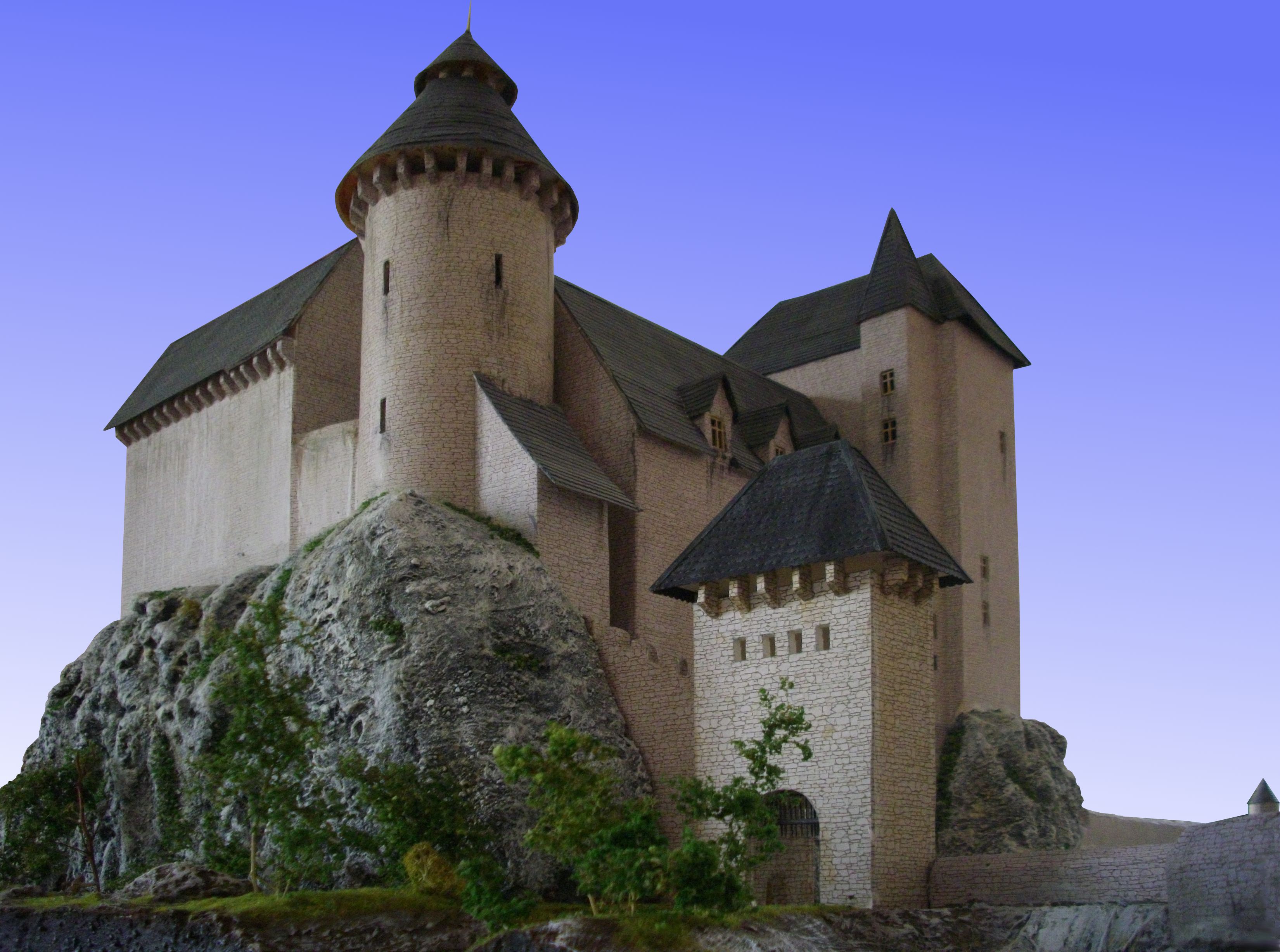
Maquette physique (papier/carton) de ce que devait être l'entrée du village de Neuchâtel.

### L'étendue du fief
La seigneurie se composait de trois éléments :
- La Fermetey (villages entourés de vastes forêts) : elle regroupe les villages de Pont-de-Roide-Vermondans, Vermondans, Urtières, Remondans, Vaivre, Dambelin et Neuchâtel. L'ensemble occupe un vallon situé au pied du Lomont. Les habitants de Neuchâtel-Urtière seront affranchis en 1338 par Thiébaud V[23].
- La prévôté : elle couvre une zone qui s'étend de Bavans à Pont-de-Roide-Vermondans et Mathay, englobant Bourguignon et Ecot.
- Le Lomont : il comprend les villages du val de Vyt au sud du Lomont, le Mont de Belvoir avec Vellerot, Vyt, Valonne et Villars-sous-Dampjoux.

Dans le courant des XIVe et XVe siècles, les Neufchâtel occupaient un des premiers rangs parmi les seigneurs de la Franche-Comté (ou comté de Bourgogne). Ils ont possédé jusqu'à 400 vassaux tant dans la région que du côté de la Suisse et de l'Alsace, dont les maisons de Cusance, Belvoir, Montmartin, Montjoie-le-Château, Uzel, Mont-Voucy, Montby, Rougemont...

### Les seigneurs de Neuchâtel-Bourgogne
Peu de traces de cette famille existent avant le XIIIe siècle, en 1139 une charte de l'empereur Conrad confirme la fondation de l'abbaye de Lucelle par Richard II de Montfaucon (issu de la maison de Montfaucon), Hugues « de Charmoille » et Amédée « de Neufchâtel ». À cette époque les terres de Neuchâtel étaient sous la mouvance du seigneur de Montfaucon et un cartulaire de cette maison fait mention de Gérard de Neufchâtel, connétable du comté de Bourgogne. C'est à partir du XIIIe siècle que le nom de cette seigneurie sera connu. Jusqu'à cette époque la seigneurie de Neuchâtel-Urtière se composait du château, du bourg de Neuchâtel, de Pont-de-Roide-Vermondans, de Vermondans, d'Orcières, de Remondans, de Vaivre et de Dambelin. En 1298, Thiébaud de Ferrette donnait à Thiébaud III de Neuchâtel-Bourgogne le fief de Dasle dont la juridiction s'étendait sur Hérimoncourt, Beaucourt, Vandoncourt et Audincourt. Grâce au mariage de Marguerite de Montfaucon-Montbéliard (fille de Thierry III, lui-même arrière-petit-fils de Richard II de Montfaucon) avec Richard de Neufchâtel, ils vont recueillir la succession de Thierry III de Montbéliard qui était composée des terres de Blamont, du Châtelot, de Clémont, de Bermont et de Cusance.

#### La vicomté de Baume
La vicomté de Baume a permis aux seigneurs de Neuchâtel de faire de leurs fiefs des biens héréditaires, en effet c'est le comte de Bourgogne Otte-Guillaume qui supprima les comtes inférieurs (sous la suzeraineté du roi de Bourgogne qui à cette époque était trop faible pour s'opposer à Otte-Guillaume, comte supérieur des deux Bourgognes, et les remplaça par des vicomtes dont il fit ses vassaux. C'est ainsi que le comté de Besançon revint à la famille de Rougemont dans le XIIe siècle, celle de Faucogney posséda le comté de Vesoul au XIe siècle, les vicomtés de Dole et de Salins allèrent aux maisons de l'Hôpital et de Montsaugeon, et celle de Baume aux Neuchâtel à partir de 1308 officiellement, avec Thiébaud IV de Neufchâtel-Bourgogne (fils de Thiébaud III), bien que cette famille intervînt en fait dès le milieu du XIIIe siècle. En effet, en 1244 le comte de Bourgogne présentait Thiébaud de Neuchâtel comme homme-lige du duc de Bourgogne pour le château de Baume, et en 1261 Thiébaud Ier de Neuchâtel donnait plusieurs biens (une vigne à Launot, un meix à Villers-le-Sec, des possessions à Hièvres, Esnans, Luxiol et Grosbois) à l'abbaye de Baume-les-Dames.
Avec ce titre de vicomte les sires de Neuchâtel s'octroyaient le droit de gouverner et de juger sur ce territoire très étendu, différents fonctionnaires dépendaient d'eux : un maire (dirigeait la localité), un châtelain (représentait le vicomte dans la forteresse) et un prévôt (magistrat) mais et surtout il veillait au bon déroulement de l'élection de l'abbesse et avait voix délibérative à l'élection de celle-ci (Premièrement est véritey que est et doit estre viscuens de Bame et pour raison de la vycomtey doit estre appelé toutes foys que élection ou postulation d'abbesse se fait).
Les relations que Thiébaud V de Neufchâtel-Bourgogne (fils de Thiébaud IV) entretenait avec ses suzerains étaient tumultueuses. Au début du XIVe siècle, il entra en conflit avec le duc de Bourgogne Eudes IV ; voyant qu'il risquait de perdre gros Thiébaud V, finalement, demandait le pardon au duc de Bourgogne et en réparation renonçait à la vicomté de Baume en 1343. Quatre ans plus tard le roi de France Philippe VI de France intervenait dans le conflit et renouvelait la garde du prieuré de Baume aux Neuchâtel, qui ne prendra effet qu'en 1415 pour la conduite des chemins et en 1460 pour la totalité des droits.

### La fin d'un fief
En 1505, à la mort de Guillaume de Neufchâtel-Bourgogne († en octobre 1505 ; fils puîné de Thiébaut IX de Neufchâtel, dernier de la ligne directe car mort après ses frères Thiébaud X, Henri, Antoine et Claude ; compagnon du Téméraire, Henri, maréchal de Bourgogne, fut capturé le 5 janvier 1477 lors de la bataille de Nancy et resta deux ans prisonnier : Blamont, Clémont et Pont-de-Roide furent alors confiées temporairement à l'évêque de Bâle en 1477, et L'Isle, Héricourt et Châtelot à l'archiduc Sigismond en 1477-1480), la seigneurie et surtout ses dépendances furent remises à Jean III de Neuchâtel-Montaigu, dernier fils de Jean II de Neufchâtel-Montaigu, frère de l'archevêque Charles et petit-fils de Thiébaut VIII de Neufchâtel, à défaut de descendants mâles survivants dans la lignée dudit Thiébaud IX.
Le testament de Thiébaud IX († 1469) organisait en effet une succession agnatique en stipulant qu'à défaut d'héritier direct mâle tous les biens devaient être transmis à la branche cadette de Neuchâtel-Montaigu, au mépris des droits cognatiques ; à défaut, l'héritage devait passer à la maison de Cusance et en dernier lieu aux héritiers, homme ou femme, d'Henriette de Montbéliard. Cependant, Guillaume de Neufchâtel prévit, lui, une succession vers ses deux nièces, Bonne et Isabeau/Elisabeth, filles de son dernier frère Claude de Neufchâtel, ci-après.
Contre tous les usages agnatiques, les époux des deux filles de Claude de Neufchâtel († en février 1505), qui étaient les comtes Guillaume de Furstemberg († 1549) et Félix de Werdemberg ( († 1530) se saisirent à main armée des seigneuries de L'Isle, Neufchâtel (-Urtière) et Pont-de-Roide dès 1505.
À la suite de cela, les suzerains Wurtemberg-Montbéliard (Ulric VI, arrière-petite-fils d'Henriette ; puis la branche fondée par son frère cadet Georges de Montbéliard) réclamèrent l'héritage des Neufchâtel et s'emparèrent de Blamont en 1505 — l'empereur officialisa la prise de Blamont en 1510. Pour se protéger, les comtes de Fürstenberg et de Werdenberg, puis les Salamanque d'Ortenberg (cf. plus bas) réclamèrent l'appui de Charles Quint, qui l'accorda le 6 août 1543 aux Salamanque. Cependant, les Wurtemberg-Montbéliard réussirent à garder Blamont, accru vers 1561/1562 de Clémont, Héricourt et Châtelot pour former les Quatre Terres ou les Quatre Seigneuries.

## Politique et administration
| Période                                  | Période  | Identité             | Étiquette | Qualité     |
| ---------------------------------------- | -------- | -------------------- | --------- | ----------- |
| 1844                                     | 1852     | Claude Joseph Bonnot |           | Cultivateur |
| 1852                                     | 1896     | Vital Mobardey       |           |             |
| 1896                                     | 1912     | Jules Bonnot         |           | Cultivateur |
| mars 2008                                | mai 2020 | Gérard Blanc         | DVD       | Retraité    |
| mai 2020                                 | En cours | Gilles Bourdois      |           |             |
| Les données manquantes sont à compléter. |          |                      |           |             |

## Démographie
En 1657, il est recensé 107 habitants pour 24 ménages. On y trouve des Bailly, Beley, Billon, Couillery, Courtot, Devaure, Devillers, Donzelot, Escarrot, Grammont (le seigneur du lieu), Henryot, Huguenin, Lambelin, Lheritier, Matatoz, Mathille, Marrain, Pance, Paulmier, Payge, Petitot, Robardey, Sylvestre et Valangin.

L'évolution du nombre d'habitants est connue à travers les recensements de la population effectués dans la commune depuis 1793. Pour les communes de moins de 10 000 habitants, une enquête de recensement portant sur toute la population est réalisée tous les cinq ans, les populations de référence des années intermédiaires étant quant à elles estimées par interpolation ou extrapolation. Pour la commune, le premier recensement exhaustif entrant dans le cadre du nouveau dispositif a été réalisé en 2005.

En 2022, la commune comptait 166 habitants, en évolution de −14,43 % par rapport à 2016 (Doubs : +1,88 %, France hors Mayotte : +2,11 %).
| 1793 | 1800 | 1806 | 1821 | 1831 | 1836 | 1841 | 1846 | 1851 |
| ---- | ---- | ---- | ---- | ---- | ---- | ---- | ---- | ---- |
| 135  | 135  | 135  | 147  | 123  | 141  | 140  | 130  | 140  |

| 1856 | 1861 | 1866 | 1872 | 1876 | 1881 | 1886 | 1891 | 1896 |
| ---- | ---- | ---- | ---- | ---- | ---- | ---- | ---- | ---- |
| 104  | 148  | 88   | 88   | 69   | 61   | 87   | 86   | 94   |

| 1901 | 1906 | 1911 | 1921 | 1926 | 1931 | 1936 | 1946 | 1954 |
| ---- | ---- | ---- | ---- | ---- | ---- | ---- | ---- | ---- |
| 65   | 79   | 60   | 54   | 66   | 59   | 79   | 59   | 64   |

| 1962 | 1968 | 1975 | 1982 | 1990 | 1999 | 2005 | 2006 | 2010 |
| ---- | ---- | ---- | ---- | ---- | ---- | ---- | ---- | ---- |
| 83   | 73   | 66   | 83   | 129  | 149  | 152  | 154  | 163  |

| 2015 | 2020 | 2022 | - | - | - | - | - | - |
| ---- | ---- | ---- | - | - | - | - | - | - |
| 185  | 170  | 166  | - | - | - | - | - | - |

## Lieux et monuments
- Château de Neuchâtel (XIIe – XVIIe siècle),  son nom provient probablement d'une opposition à celui de Châtel-Sainte-Marie (Pont-de-Roide-Vermondans). Il semble avoir été fondé par Amédée de Montfaucon, seigneur des lieux en 1136. Au siècle suivant, il passe à la maison de Neufchâtel[36].
- La chapelle Saint-Ursin.

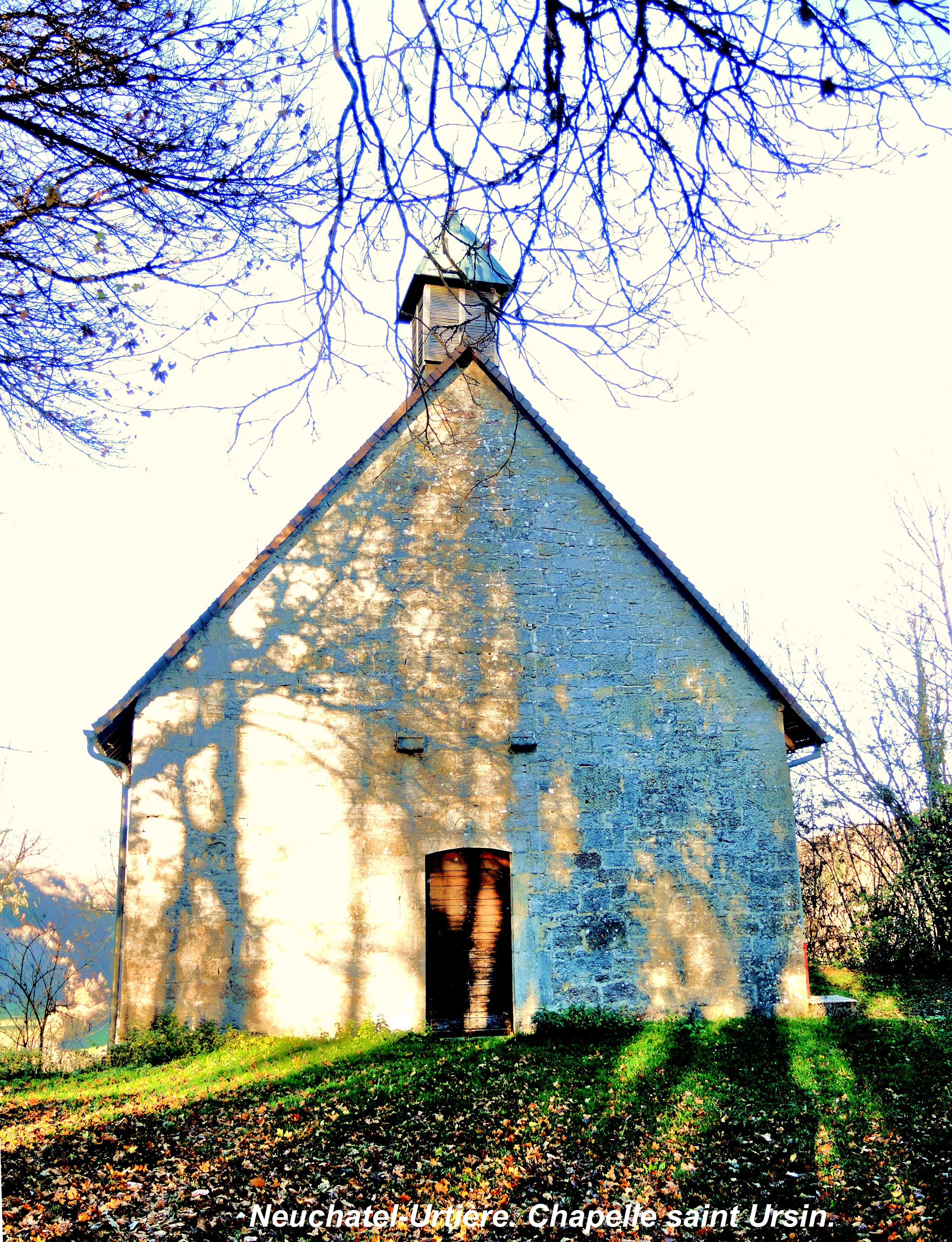
Chapelle Saint-Ursin.
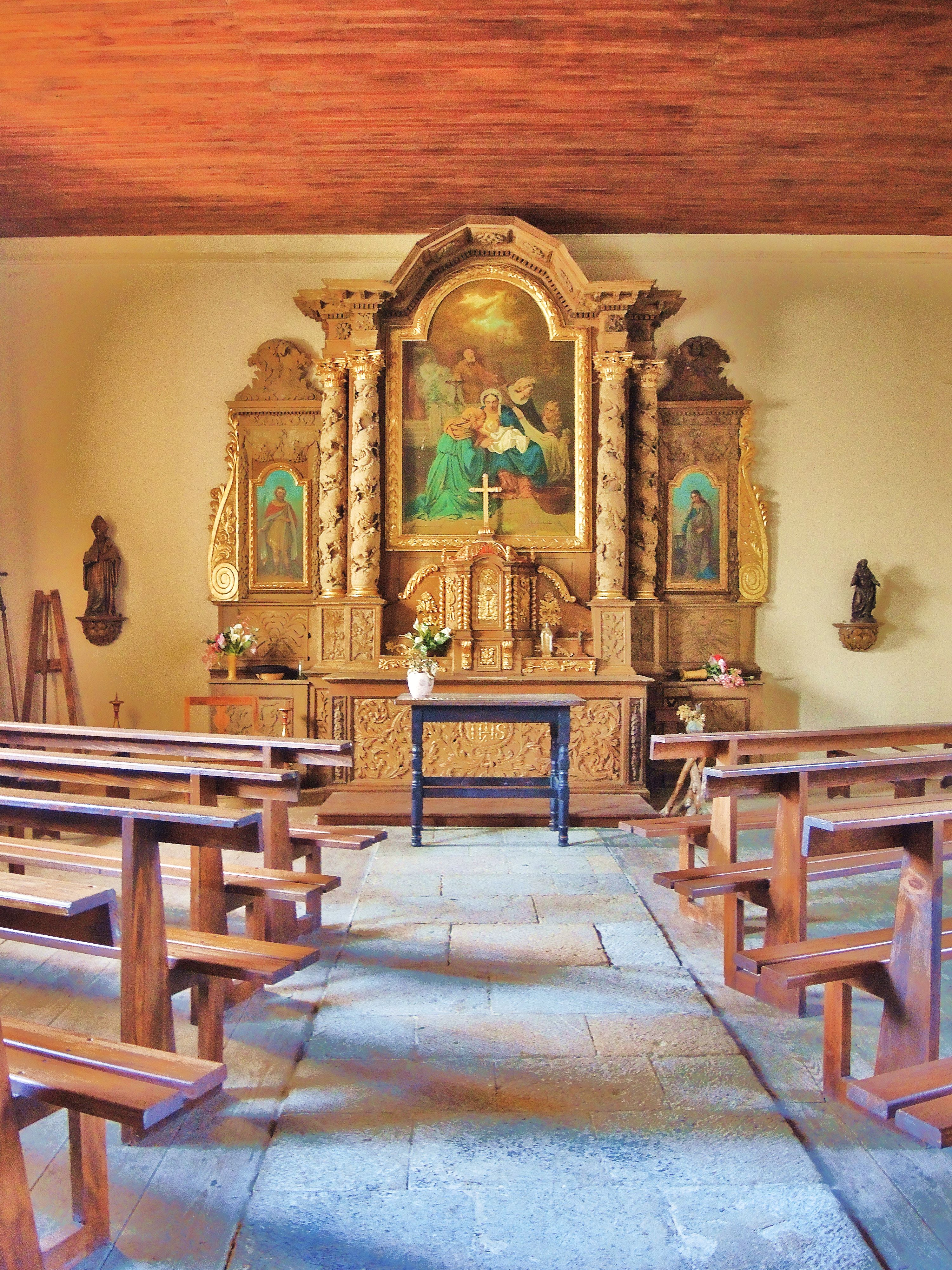
Intérieur de la chapelle Saint-Ursin.

## Personnalités liées à la commune
- Maison de Neufchâtel (en Bourgogne).